# Bedia Akarsu
Bedia Akarsu (Sarıyer, Istanbul, 27 de gener de 1921 - Istanbul, 26 de febrer de 2016) va ser una filòsofa i acadèmica turca. (p.11) Es graduà al Departament de Filosofia de la Universitat d'Istanbul, el 1943, on hi continuà treballant com a bibliotecària a partir del 1944 i hi feu el seu doctorat. La seva tesi de professora associada fou inicialment "El problema de la persona en Max Scheler i Nicolai Hartmann" (1956) i acabà com a "El concepte de persona en Max Scheler" el 1960. Rebé el títol de professora associada el 1961, i començà com a professora el 1968 a la mateixa universitat. A partir de 1979 fins a la seva jubilació el 1993 treballà a la taula de Filosofia i Lògica. El seu "Diccionari dels Termes de Filosofia" (Felsefe Terimleri Sözlüğü) fou publicat per l'Associació Turca de la Llengua (TDK) el 1975. Aquest llibre ha esdevingut un manual de termes de filosofia en llengua turca. Bedia Akarsu perdé el seu pare quan tenia 6 mesos i visqué amb la seva mare i una germana fadrina, com ella, fins que la seva mare i germana moriren. Ha deixat el seu heretatge a Darüşşafaka (una institució turco-otomana d'ajuda als pobres i d'educació dels orfes) on passà els seus darrers anys, els seus llibres a la Universitat de Muğla i els seus arxius a la Universitat de Maltepe.

## Altres obres
Entre els llibres publicats per Akarsu s'hi troben Modern Toplumda Kadın (La Dona a la societat moderna), Ahlak Öğretileri I: Mutluluk Ahlakı (Doctrines d'Ètica I: L'Ètica de la felicitat), Ahlak Öğretileri II: Immanuel Kant'ın Ahlak Felsefesi (Doctrines d'Ètica II: La filosofia d'ètica d'Immanuel Kant), Çağdaş Felsefe: Kant'tan Günümüze Felsefe Akımları (Filosofia contemporània: Corrents de filosofia des de Kant fins als nostres dies), Max Scheler'de Kişilik Problemi (Problema de personalitat segons Max Scheler), Max Scheler Felsefesinde Kişi Kavramı ve İnsan Olma Sorunu (El concepte de persona i el problemàtica de l'ésser humà en Max Scheler), Atatürk Devrimi ve Temelleri (La Revolució d'Atatürk i fonaments), Atatürk Devrimi ve Yorumları (La Revolució d'Atatürk i interpretacions).